# Wireless Personal Area Network
Le réseau personnel sans fil (appelé également réseau individuel sans fil ou réseau domestique sans fil et noté WPAN pour Wireless Personal Area Network) concerne les réseaux sans fil d'une faible portée : de l'ordre de quelques dizaines mètres. Ce type de réseau sert généralement à relier des périphériques (imprimante, téléphone portable, appareils domestiques, ...) ou un assistant personnel (PDA) à un ordinateur sans liaison filaire ou bien à permettre la liaison sans fil entre deux machines très peu distantes. Il existe plusieurs technologies utilisées pour les WPAN.

## Bluetooth
La principale technologie WPAN est la technologie Bluetooth, lancée par Ericsson en 1994, proposant un débit théorique de 1 Mb/s pour une portée maximale d'une trentaine de mètres. Bluetooth, connue aussi sous le nom IEEE 802.15.1, possède l'avantage d'être très peu gourmande en énergie, ce qui la rend particulièrement adaptée à une utilisation au sein de petits périphériques. Bluetooth est une technologie qui utilise la bande 2,4 GHz.

## HomeRF
HomeRF (pour Home Radio Frequency), lancée en 1998 par le HomeRF Working Group (formé notamment par les constructeurs Compaq, Hewlett-Packard, Intel, Siemens, Motorola et Microsoft) propose un débit théorique de 10 Mb/s avec une portée d'environ 50 à 100 mètres sans amplificateur. La norme HomeRF soutenue notamment par Intel, a été abandonnée en janvier 2003, notamment car les fondeurs de processeurs misent désormais sur les technologies Wi-Fi embarquée (via la technologie Centrino, embarquant au sein d'un même composant un microprocesseur et un adaptateur Wi-Fi).

## ZigBee
La technologie ZigBee permet d'obtenir des liaisons sans fil à très bas prix et avec une très faible consommation d'énergie, ce qui la rend particulièrement adaptée pour être directement intégrée dans de petits appareils électroniques (appareils électroménagers, hifi, jouets). La technologie Zigbee, opérant sur la bande de fréquences des 2,4 GHz et sur 16 canaux, permet d'obtenir des débits pouvant atteindre 250 Kb/s avec une portée maximale de 100 mètres environ.

## Liaisons infrarouges
Enfin les liaisons infrarouges permettent de créer des liaisons sans fil de quelques mètres avec des débits pouvant monter à quelques mégabits par seconde. Cette technologie est largement utilisée pour la domotique (télécommandes,...) mais souffre toutefois des perturbations dues aux interférences lumineuses. L'association irDA (infrared data association) formée en 1995 regroupe plus de 150 membres.
L'infrarouge (IR) ne peut pas pénétrer les murs et autres obstacles, l'IR ne permet qu'une connexion biunivoque(de type un à un).

## Source
- Cet article est partiellement ou en totalité issu du site commentcamarche.net, le texte ayant été placé par l’auteur ou le responsable de publication sous la licence de documentation libre GNU ou une licence compatible.